# Сенто Се
Сенто Се (на португалски: Sento Sé) е град и община в Източна Бразилия, щат Баия, мезорегион Вали Сао-Франсискано да Баия, микрорегион Жуазейро. Според Бразилския институт по география и статистика през 2010 г. общината има 37 431 жители.